# ياسو تاناكا
ياسو تاناكا هو روائي ومؤلف وكاتب وسياسي ياباني، ولد في 12 أبريل 1956 في طوكيو في اليابان. حزبياً، نشط في New Party Nippon ‏. وقد انتخب عضو مجلس المستشارين ( – 18 أغسطس 2009).